# Paul Jaeg
Paul Jaeg, de son vrai nom Paul Gamsjäger, (né en 1949 à Gosau) est un écrivain, éditeur et artiste contemporain autrichien.

## Biographie
Jaeg s'intéresse principalement aux arts visuels, à la littérature et à la composition picturale. Il s'initie en autodidacte. Il est membre de la Grazer Autorinnen Autorenversammlung, de la Salzburger Autorengruppe et du Kunstforum Salzkammergut. Jaeg est de l'automne 2008 au printemps 2013 commissaire d’exposition à la Deutschvilla de Strobl. Il appartient depuis 2009 au collectif Sinnenbrand qui comprend également Peter Assmann, Ferdinand Götz ou Richard Wall.
Il qualifie son œuvre d'« aroqart-konzept ». Il fonde la maison d'édition Arovell Verlag qu'il détient jusqu'à mi-2016.

## Source de la traduction
- (de) Cet article est partiellement ou en totalité issu de l’article de Wikipédia en allemand intitulé « Paul Jaeg » (voir la liste des auteurs).